# Aleksander Tyka
Aleksander Stanisław Tyka (ur. 6 kwietnia 1951 w Tarnowie, zm. 25 września 2020 w Krakowie) – polski fizjolog, profesor nauk o kulturze fizycznej, rektor Akademii Wychowania Fizycznego im. Bronisława Czecha w Krakowie w kadencji 2016–2020.

## Życiorys
W 1974 ukończył studia z zakresu wychowania fizycznego na Akademii Wychowania Fizycznego w Krakowie. Doktoryzował się w 1983, natomiast stopień doktora habilitowanego uzyskał w 1996. Tytuł naukowy profesora nauk o kulturze fizycznej otrzymał 25 września 2009.
Zawodowo związany z Zakładem Fizjologii i Biochemii AWF w Krakowie, którego został kierownikiem. Był również zastępcą dyrektora Instytutu Fizjologii Człowieka (od 1997) i prorektorem uczelni w kadencjach 2008–2012 i 2012–2016. W marcu 2016 wybrany na rektora AWF w Krakowie na czteroletnią kadencję (od 1 września 2016). Został także wykładowcą w Państwowej Wyższej Szkole Zawodowej w Nowym Sączu.
Odbył staże zagraniczne w Tajlandii (1987), Finlandii (1988 i 1989) oraz w Kanadzie (2000). Specjalizował się w fizjologii rozwojowej, fizjologii środowiskowej i fizjologii sportu. Autor lub współautor ponad 100 prac naukowych. Wykonał ponad 90 ekspertyz z badań fizjologicznych reprezentantów Polski w różnych dyscyplinach sportu. Uzyskał m.in. uprawnienia trenera II klasy piłki nożnej, instruktora narciarstwa zjazdowego PZN i SITN oraz ratownika WOPR.
Odznaczony m.in. Srebrnym Krzyżem Zasługi (2000) i Medalem Komisji Edukacji Narodowej.